# Sauropus poomae
Sauropus poomae är en emblikaväxtart som beskrevs av P.C.van Welzen och Chayam.. Sauropus poomae ingår i släktet Sauropus och familjen emblikaväxter. Inga underarter finns listade i Catalogue of Life.